# Kirche Murchin

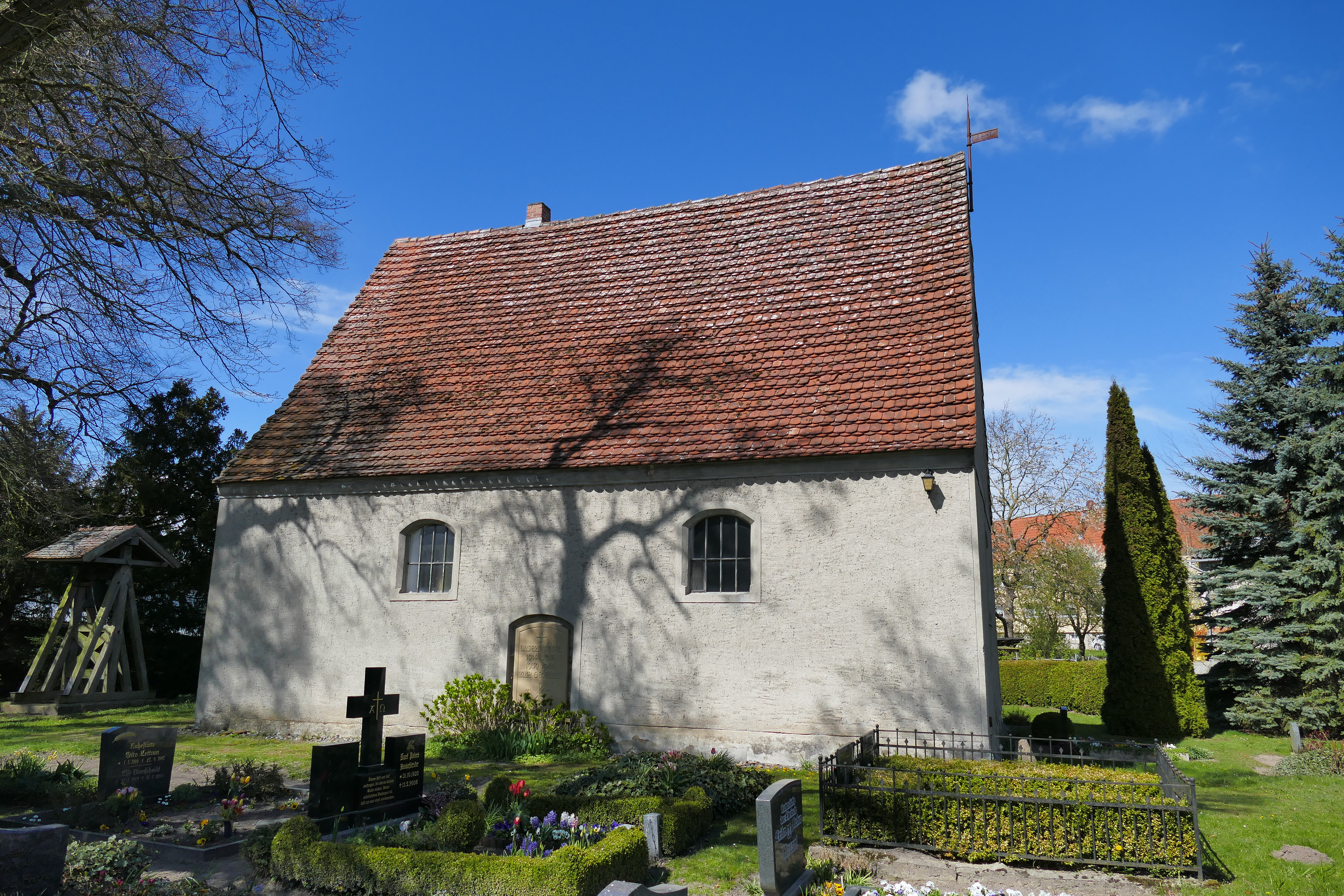
Kirche Murchin, Südseite

Die Kirche Murchin ist ein denkmalgeschütztes Kirchengebäude in Murchin im Landkreis Vorpommern-Greifswald in Mecklenburg-Vorpommern. Sie gehört zur Kirchengemeinde Pinnow-Murchin der Propstei Demmin im Pommerschen Evangelischen Kirchenkreis.

## Gebäude
Das heutige Kirchengebäude wurde 1604 als rechteckiger Backsteinbau mit Feldsteinen errichtet. Die Außenwände sind verputzt. Die Saalkirche mit Satteldach ist 13 Meter lang und 9 Meter breit. Nach der Beschreibung Ernst von Haselbergs besaß die Kirche 1885 einen spitzbogigen Westeingang, über dem sich die Jahreszahl 1604 befand. Dieser wurde 1957 segmentbogig umgebaut. Dabei wurden die Fenster beiderseits und oberhalb des Eingangs verändert. Auf der Nord- und Südseite befinden sich jeweils zwei segmentbogige Fenster mit gefaster Laibung. Eine segmentbogige Eingangstür in der Mitte der Südseite sowie ein segmentbogiges Fenster im Ostgiebel, zwei weitere und zwei Rundfenster im darüberliegenden Dachgiebel wurden beim Umbau 1957 zugesetzt. Vor dem zugesetzten Eingang befindet sich eine Tafel zum Gedenken an die Opfer der beiden Weltkriege.

## Ausstattung
Der Kanzelaltar stammt aus dem 18. Jahrhundert, wie wahrscheinlich auch das Kirchengestühl und die Orgelempore. Am Kanzelkorb befinden sich aufgelegte Säulen und Pilaster. Schalldeckel und Rückwand besitzen Akanthusdekor.
Ein Holzrelief, das wohl von einem Altaraufsatz oder einer Kanzel stammt, wird auf den Anfang des 17. Jahrhunderts datiert. Es zeigt die Segnung des Pharaos durch den Stammvater der Israeliten Jakob.

## Geläut
Das Geläut besteht aus einer Glocke, die sich in einem freistehenden hölzernen Glockenstuhl westlich der Kirche befindet. Sie wurde 1448 gegossen.